# Бенедикт Аніанський
Бенедикт Аніанський (лат. Benedictus Anianensis; бл. 745/750 — 12 лютого 821) — бенедиктинський чернець і франкський державний діяч, автор орденського статуту про реформування монастирських правил у бік посилення аскетизму ченців і обмеження їх вільностей. Бенедикт боровся проти єресі адопціоністів, також він сприяв поширенню каролінзького мінускула. Будучи радником Людовика Благочестивого під час перебування останнього спочатку королем Аквітанії, а пізніше і Імператором Заходу, Бенедикт був одним з видатних діячів Каролінзького відродження святої католицької церкви.

## Біографія
Бенедикт народився близько 745/750 року в Лангедоці, при народженні отримавши ім'я Вітіца. Він походив зі знатного вестготського роду: його батьком був граф Магелона Айгульф.
Вітіца отримав освіту при дворі франкського короля Піпіна Короткого і поступив на королівську службу. У 773 році Вітіца брав участь в поході короля Карла Великого в Італію.
У 774 році Вітіца з ризиком для життя врятував брата, що тонув у річці, після чого покинув королівський двір, вирішивши присвятити себе релігії. Він постригся в ченці в монастирі Святого Секвана, біля Діжона, прийнявши ім'я Бенедикт. Там він став прибічником практики аскетизму, розцінюючи статут святого Бенедикта як найкращу основу для чернечого життя. У 779 році помер настоятель монастиря, після чого його пост запропонували зайняти Бенедикту. Проте він відмовився, покинув монастир і повернувся на батьківщину, де в родових володіннях заснував чернече поселення на березі ріки Аніан, 25 км на захід від Монпельє, що незабаром перетворилося на Аніанський монастир, абатом в якому став Бенедикт. Цей монастир став моделлю для проведення у Франкській державі чернечої реформи.
Бенедикт користувався довірою Карла Великого і, особливо, його сина Людовика Благочестивого, який познайомився з його ідеями ще будучи королем Аквітанії. Після того, як у 814 році Людовик був проголошений імператором, Бенедикт став його радником. Бажаючи, щоб Бенедикт знаходився недалеко від нього, Людовик призначив його абатом монастиря Мармутьє в Ельзасі, а пізніше заснував для нього монастир Корнелімюнстер (за назвою річки, на якій був розташований), більше відомий під назвою Інденський. Під впливом Бенедикта імператор вирішив розповсюдити розроблені Бенедиктом правила на усю територію Франкської держави. Для цього в 816, 817 і 818—819 роках були проведені три церковні собори, що прийняли ряд документів, що регламентують правила і норми поведінки для ченців і каноніків, а також для деяких монастирів, покровителем яких був особисто імператор, право самим обирати собі абата. Були затверджені заходи і проти тих, хто відмовлявся дотримуватися цих правил. Нові чернечі правила, що були відновленням і поліпшенням статуту Бенедикта Нурсійського, на рейхстагу в Ахені в 817 році отримали силу закону.
Смерть Бенедикта Аніанського.

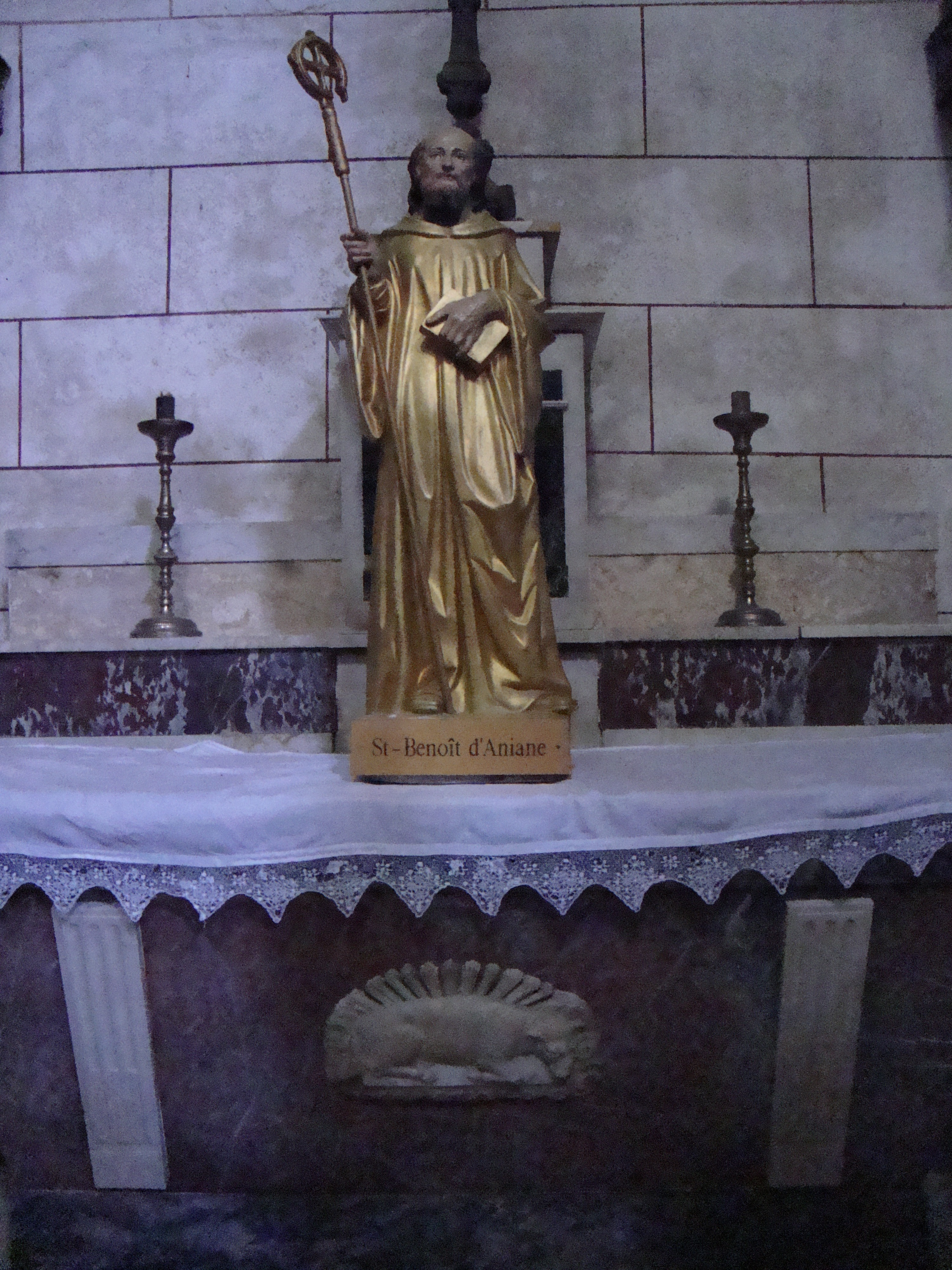
Статуя Бенедикта Аніанського в монастирській церкві Аньян

Бенедикт помер в лютому у 821 році в Інденському монастирі, та похований у монастирській церкві. Після його смерті суворість монастирських устоїв знову ослабла. Проте на його правила орієнтувалися абати Клюни при проведенні Клюнійської реформи.
Незабаром після смерті Бенедикта почалося його шанування як святого. Було складено послання ченців абатства, яке фактично стало його першим життєписом. Місцеве шанування Бенедикта здійснюється в Корнелімюнстері, Діжоні і Аніані.

## Твори
- Benedictus Anianensis. Opera omnia // PL. 103. Col. 390—1420; Consuetudines monasticae / Ed. B. Albers. Monte-Cassino, 1907. T. 3
- Epistola Indensium // MGH. Scr. T. 15. Pars 1. P. 219—220; Idem // MGH. Epist. T. 4. P. 561—563;
- Benedicti Anianensis Concordia Regularum // Corpus christianorum. Turnhout, 1999. Vol. 168.

Твори Б. А. можна розділити на догматичні, присвячені адопціанській суперечці, і аскетичні, що трактують правила чернечого життя. У цих творах Бенедикт Аніанський проявив себе не стільки як оригінальний богослов, скільки як полеміст.

#### «Книга статутів»
«Книга статутів» стоїть на першому місці серед аскетичних творів.

#### «Збори із статутів різних батьків»
Книга «Збори із статутів різних батьків» (Liber ex regulis diversorum patrum collectus // Vita. 53) є компіляцією з більшості тих, що існували у той час на лат. мові сх. і зах. чернечих статутів. Незважаючи на те що Бенедикт А. пропонував ченцям щоденне читання з цих статутів, книга, в тому числі й через її об'єм, не мала особливої уваги середньовічного чернецтва.

#### «Узгодження статутів»
«Узгодження статутів» (Concordia Regularum) — коментар на бенедиктинський статут, який Бенедикт А. розглядав по главах (окрім 9-16) з приведенням паралелей з інших чернечих статутів.
Окрім практичної функції уніфікації форм монастирського життя Бенедикт Аніанський вважав важливим продемонструвати єдність бенедиктинського статуту і усієї аскетичної традиції; увесь корпус чернечих правил святий волів розглядати як єдине ціле, позбавлене фундаментальних протиріч. Бенедиктинський статут, історично пов'язаний зі східною традицією, здавався Бенедикту Аніанському вдалішим і відповідним для облаштування чернечого гуртожитку. Він вніс в нього ряд змін, головною тенденцією яких було збільшення ролі молитви і скорочення часу, відведеного для фізичної праці. Ця тенденція була продовжена такою, що почалася в X ст. клюнійською реформою.

### Спростування адопціанства
З догматичних творів Бенедикта Аніанського збереглися 3 спростування адопціанства, написані в 90-х рр. VIII ст. : «Хмарка свідчень» (Testimoniorum nubecula), «Сповідання віри» (Confessio fidei) і «Міркування проти нечестя Фелікса» (Disputatio adversus Felicianam impietatem). У адопціоніській полеміці він в основному повторює аргументи Алкуїна. Бенедикту Аніанському також належать 2 збірки висловів з творінь святих отців, а також твори «Про доброчесності» (De virtutibus). Ардон згадує про складений Бенедиктом Аніанським гоміліарій, компіляцію з проповідей церковних авторів («з гомілій святих учителів» // Vita. 53), який він пропонував читати під час вечірніх зборів ченців. Проте авторство Бенедикта Аніанського сумнівне (виданий Л. Хольстеном в Римі у 1661 під ім'ям Бенедикта Аніанського — див: Neufoille J. Les éditeurs des «Regula Patrum»: St. Benoît d'Aniane et Lukas Holsten // RBén. 1966. Vol. 76. P. 327sq.). З ім'ям Бенедикта Аніанського, натхненника і, можливо, редактора, пов'язаний також ряд соборних постанов, що стосуються чернечої реформи. Збереглося велике листування Бенедикта Аніанського.